# Giovanni Losi
|  | Maskinoversættelse og/eller tvivlsomt indhold Denne sides indhold bærer præg af at være en maskinoversættelse og/eller meget dårligt og uklart formuleret. Det vurderes at sproget er så dårligt og eventuelt forkert eller til at misforstå, at det bør omskrives eller oversættes på ny. Du kan hjælpe med at oversætte til korrekt dansk i denne og lignende artikler. Hvis dette ikke sker inden for kort tid, kan en sletning komme på tale. Se evt. denne sides diskussionsside eller i artikelhistorikken. |

Giovanni Losi (29. november 1838 – 27. december 1882), som blev født i Caselle Landi nær Piacenza i Italien og døde i Al-Ubayyid, Sudanvar en katolsk missionær tilhørende combonianerordenen. Han er kendt for sit livsværk, sin oversættelse af Bibelen og katekismus til Nobiin sprog.
Giovanni Losi trådte i 1872 ind i combonianerordenen på Verona, og drog i 1873 til Sudan som missionær med Daniele Comboni. Han blev skriftefader for Daniele Comboni.
Han blev syg af skørbug og døde den 27. december 1882 i en alder af 44 år. 
I Caselle Landi er der dedikeret en gade til ham.